# 剣持鷹士
剣持 鷹士（けんもち たかし、1962年 - ）は、日本の小説家、推理作家、弁護士。

## 人物
鹿児島県出身。九州大学法学部卒業。
1993年、東京創元社の公募企画「五十円玉二十枚の謎」に投稿した小説で最優秀賞を受賞。1994年、短編「あきらめのよい相談者」で第1回創元推理短編賞を受賞しデビュー。単行本1冊と数作の短編を執筆したが、1997年以降は弁護士業に専念しており、作品の発表はない。
本業の弁護士としては福岡県弁護士会に所属し、福岡県久留米市で法律事務所を経営している。筆名は、本名を名-姓の順にして、少し手を加えたもの。

## 作品リスト

### 単行本
- 『あきらめのよい相談者』
  - 創元クライム・クラブ、東京創元社、1995年10月 ISBN 978-4488012755
  - 創元推理文庫、東京創元社、2005年8月 ISBN 978-4-488-45401-2 - 解説：巽昌章
    - 「あきらめのよい相談者」 - 初出：創元推理6
    - 「規則正しいエレベーター」 - 初出：創元推理7
    - 「詳し過ぎる陳述書」 - 初出：創元推理8
    - 「あきらめの悪い相談者」

### 短編
- 『競作 五十円玉二十枚の謎』
  - 東京創元社、1993年1月 ISBN 978-4488024048
  - 創元推理文庫、東京創元社、2000年11月 ISBN 978-4488400521
  - 最優秀賞を受賞した作品（タイトルなし）が掲載されている。高橋謙一名義。
- 「おしゃべりな死体」
  - 『本格推理8 悪夢の創造者たち』（鮎川哲也編、光文社文庫、1996年9月 ISBN 978-4334722753）
- 「あきらめさせた相談者」 
  - 創元推理17号 ぼくらの愛した二十面相（東京創元社、1997年10月）